# Oman tại Thế vận hội
Oman đã tham gia 8 kỳ Thế vận hội Mùa hè và chưa từng dự Thế vận hội Mùa đông. Chưa vận động viên (VĐV) Oman nào giành được huy chương Olympic.
Ủy ban Olympic Oman được thành lập và công nhận năm 1982.

## Bảng huy chương

### Thế vận hội Mùa hè
| Thế vận hội         | Số VĐV       | Vàng | Bạc | Đồng | Tổng số | Xếp thứ |
| Los Angeles 1984    | 16           | 0    | 0   | 0    | 0       | –       |
| Seoul 1988          | 13           | 0    | 0   | 0    | 0       | –       |
| Barcelona 1992      | 5            | 0    | 0   | 0    | 0       | –       |
| Atlanta 1996        | 4            | 0    | 0   | 0    | 0       | –       |
| Sydney 2000         | 6            | 0    | 0   | 0    | 0       | –       |
| Athens 2004         | 2            | 0    | 0   | 0    | 0       | –       |
| Bắc Kinh 2008       | 4            | 0    | 0   | 0    | 0       | –       |
| Luân Đôn 2012       | 4            | 0    | 0   | 0    | 0       | –       |
| Rio de Janeiro 2016 | 4            | 0    | 0   | 0    | 0       | –       |
| Tokyo 2020          | chưa diễn ra |      |     |      |         |         |
| Paris 2024          | chưa diễn ra |      |     |      |         |         |
| Los Angeles 2028    | chưa diễn ra |      |     |      |         |         |
| Tổng số             | Tổng số      | 0    | 0   | 0    | 0       | –       |